# Kimie Yanagawa
Kimie Yanagawa Sanematsu (Tokuyama) (Tòquio 1 de gener de 1915 - 23 d'agost de 1997) fou una educadora estatunidenca. L'any 1953 esdevení la primera persona japonesa que fou naturalitzada als Estats Units d'Amèrica des de 1922, i la primera persona japonesa de ser-ho a El Paso, Texas. Hi ha notícies del període històric que també diuen que fou la primera dona japonesa en ser naturalitzada als Estats Units sota l'aplicació de la Llei d'Immigració de McCarran.

## Biografia
Yanagawa se n'anà de Tòquio quan tenia sis anys i la seua família es traslladà a Oakland, Califòrnia. Després de viure durant dos anys a Califòrnia, ella i la seua família es traslladaren a El Paso, Texas. Son pare era metge. El 1928 va començar a anar a la Crockett School i quan tenia 16 anys, passà un any a Tòquio i després ella i la seua família tornaren a El Paso. Va estudiar a l'Austin High School el 1932 i va obtenir una beca per a assistir a Mills College, on planificà especialitzar-se en música. Va graduar-se el 1937 i va ser iniciada a Phi Beta Kappa. En 1939, es va casar amb Shunichi S. Tokuyama, un metge. Fou un matrimoni concertat que eventualment acabà en divorci. Yanagawa anà la Texas Western College i obtingué el seu títol de màster en educació el 1948. Després de graduar-se, començà a donar classes a l'escola de Primària Franklin (Franklin Elementary).
En 1948, Yanagawa declarà la seua intenció d'esdevenir ciutadana dels Estats Units, malgrat que els japonesos eren sovint exclosos de la ciutadania. En 1953, es va convertir en la primera dona japonesa als Estats Units i la primera a El Paso en aconseguir naturalitzar-se ciutadana als Estats Units. Yanagawa es beneficià del fragment de la Llei d'Immigració de McCarran, el qual permetia que els immigrants japonesos es convertissin en ciutadans dels Estats Units. En la cerimònia de la recepció de la ciutadania se li va escurçar el nom llevant-li el "Tokuyama". Eixe mateix any es mudà a Tacoma, Washington.
En 1960, conegué Ben Sanematsu a la Universitat de San Francisco on estaven rebent classes d'educació especial. Sanematsu era invident, així que Yanagawa s'oferí per a llegir-li els seus apunts. Més avant eixe any, el 24 de desembre, es van casar. En 1962, la parella començà a viatjar pel país.
Yanagawa patí un atac al cor el 1993 i visqué en un centre sanitari fins que va morir en 1997. Va ser enterrada al Cementeri Oak Hill. Després de la seua mort, el seu espòs, Sanematsu, creà una beca en honor seu que posteriorment portà el nom de tots dos.